# Contea di Nangqên
La contea di Nangqên (囊谦县S, Nángqiān XiànP) è una contea della Cina, situata nella provincia di Qinghai e amministrata dalla prefettura autonoma tibetana di Yushu.